# Grus pagei
Grus pagei är en förhistorisk utdöd fågel i familjen tranor inom ordningen tran- och rallfåglar som förekom under sen pleistocen i västra Nordamerika. Arten beskrevs 1995 utifrån lämningar funna i La Brea Tar Pits utanför Los Angeles i Kalifornien, USA. Jämfört med de nu levande nordamerikanska tranarterna trumpetartrana och prärietrana var den mindre och hade ett längre men smalare huvud. Åtminstone 42 fossila ben tillhörande elva individer har hittats. Fynden har med kol-14-metoden konstaterats vara mellan cirka 13.000 och 18.400 år gamla. Fågeln är uppkallad efter George C. Page, en filantrop som ligger bakom museet vid La Brea.